# الحماية الثقافية في كندا

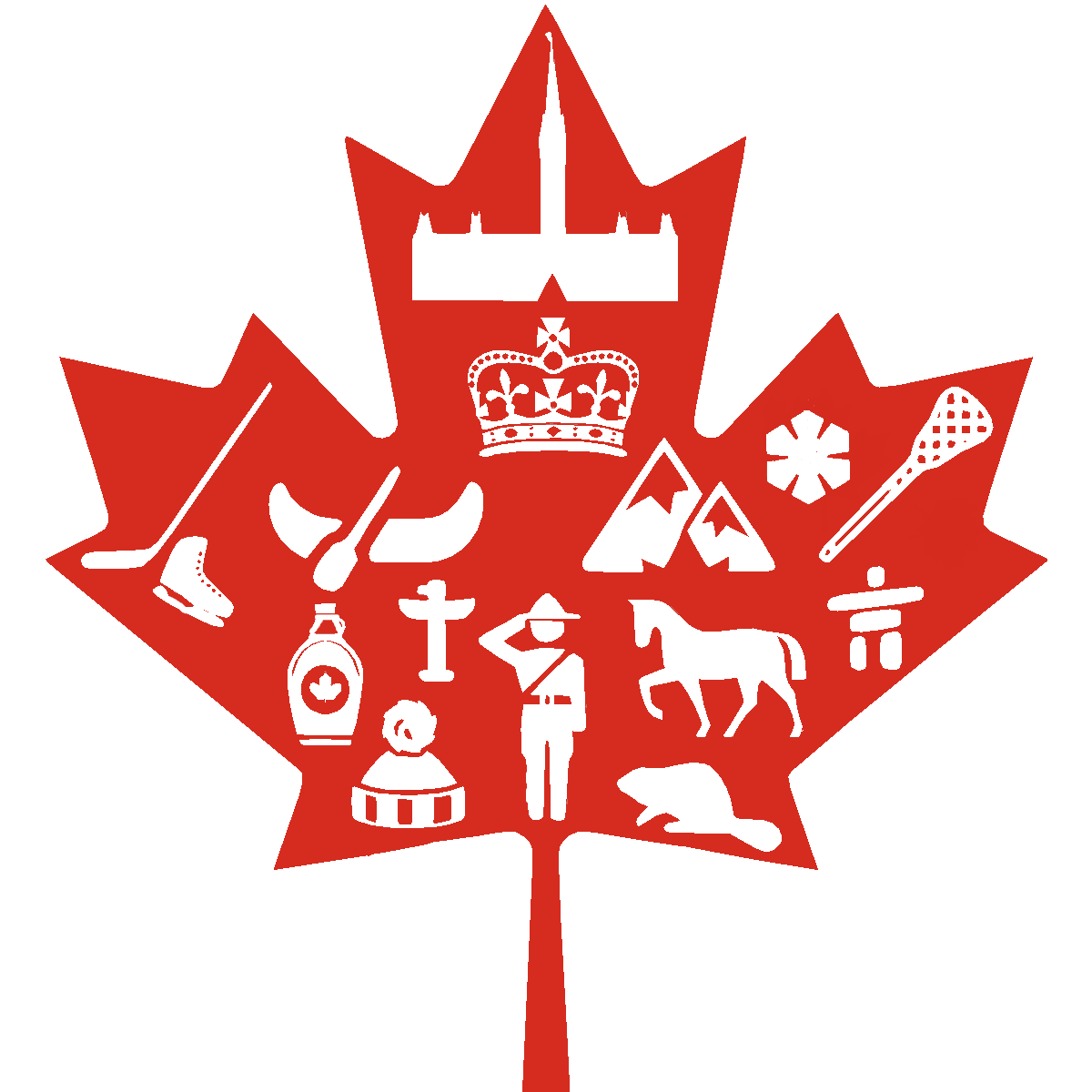

اتخذت الحماية الثقافية في كندا، منذ منتصف القرن العشرين، شكلاً واعيًا ومحاولات تدخل من جانب العديد من الحكومات الكندية لتعزيز الإنتاج الثقافي الكندي والحد من تأثير الثقافة الأجنبية على الجمهور المحلي. وبسبب مشاركتها حدودًا كبيرة ولغة مشتركة (بالنسبة للأغلبية) مع الولايات المتحدة، تواجه كندا موقفًا صعبًا فيما يتعلق بثقافة أمريكا الشمالية، سواء تمثل ذلك في المحاولات المباشرة في السوق الكندية أو إعادة امتصاص ثقافة الولايات المتحدة القائمة على ثقافة أمريكا الشمالية في الساحة الإعلامية المعولمة. وعلى الرغم من سعي كندا للحفاظ على الفوارق الثقافية عن الولايات المتحدة والمكسيك، يجب عليها أيضًا أن توازن ذلك بالمسؤولية الواقعة عليها في التبادلات التجارية مثل الاتفاقية العامة للتعريفة الجمركية والتجارة (الجات) واتفاقية التجارة الحرة لأمريكا الشمالية (نافتا).

## الدراسات والتوصيات
عند مخاطبته الولايات المتحدة، قال رئيس الوزراء الكندي الأسبق بيير ترودو إنه يشعر أن: «الحياة بجانبك تشبه بطريقة ما النوم بجوار فيل. لا يهم مدي ودية أو اعتدال الوحش، فالفرد يتأثر بالارتعاش والنخر».
كان أحد الردود الأولى على الغزو الثقافي الأمريكي في النصف الأخير من القرن العشرين من خلال قانون الأفلام الوطنية لعام 1950، الصادر عن الملكة إليزابيث الثانية مما عزز سلطة المجلس الوطني للفيلم التابع للحكومة لتمويل الثقافة الكندية وترويجها.
وقد دعت اللجنة الملكية للتنمية الوطنية في الفنون والآداب والعلوم، والمعروفة أيضًا باسم لجنة ماسي إلى تشكيل منظمة ترعاها الحكومة تقوم حصريًا بتمويل الفنانين الكنديين. وتتحمل هذه المنظمة التي تسمى مجلس كندا، مسؤولية توزيع مبالغ كبيرة من المال على الأفراد أو الجماعات التي تعزز ما يعرف بالثقافة الكندية. وقد كان للمجلس تأثير أكبر من الهيئة الرئيسية، حيث يستمر في دعم المواهب الثقافية الكندية الناشئة بعد الموافقة عليها.
وتعمل اللجنة أيضًا على تعزيز الشعور العام بأن كندا معرضة لخطر الانغماس في غزو الثقافة الأجنبية. وقد أدى ذلك إلى زيادة الخوف من فقدان كندا لثقافتها الوطنية المميزة بشكل كامل.

## معايير البث الإذاعي
في عام 1955، ومع وضع هذا الخوف في الاعتبار، عينت الحكومة روبرت فاولر لرئاسة لجنة ملكية تعرف باسم لجنة فاولر. وقد أفادت لجنة فاولر أن غالبية المحطات الكندية بما في ذلك هيئة الإذاعة الكندية لا تستخدم موادَّ إعلامية كندية ولكنها تستخدم موادَّ أمريكية، وكان اعتقاد اللجنة أن نظام الحصص ينبغي أن يُسن لحماية المحتوي الكندي الذي يُبث عبر موجات الأثير.
وقد صاغت هذه التوصية التي صدرت في عام 1956 شكل وسائل الإعلام الكندية بصورة ملحوظة. فقد أكدت على أن هيئة الإذاعة الكندية هي محطة الإذاعة الرسمية في كندا والأهم من ذلك، أنها بدأت العمل بنظام الحصص. وقد نص نظام الحصص في بدايته على ضرورة أن يكون 45% من مجموع محتوي البث الإذاعي الذي يتم عبر موجات الأثير كندي الأصل. وفي الوقت الذي قد تتأرجح فيه هذه النسبة على مر السنين، فإنها تتطلب عمومًا أن يكون نحو نصف البرامج التي تُبث عبر موجات الأثير كندية الأصل. ومع ذلك، لا يشمل المحتوي الكندي الفنون والدراما فقط ولكنه يضم أيضًا الأخبار والرياضة، وتميل معظم شبكات البث الإذاعي الخاصة نحو المحتوى الأخير عن السابق، للسماح ببث كميات كبيرة من الأعمال الدرامية الأجنبية. وما أثار استياء الكثير من الكنديين أن هذا الأمر يترك الكثير من البرامج الكندية «الثقافية» تتوجه بعيدًا عن الهدف الرئيسي لشبكات موجات الأثير.
ووفقًا للبعض، فإن هذا الإصلاح في موجات الأثير الكندية لم يكن له الأثر المنشود على الكنديين. وقد أصدر تي.بي سيمونز، بعد فترة قصيرة من تضمين تقرير فاولر في القانون الكندي، تقريرًا يحمل عنوان «لنعرف أنفسنا». وقد اطلع التقرير على كتب التاريخ في المرحلة الثانوية الكندية ووجد أنها لم تذكر الإضراب العام لمدينة وينيبج، بينما احتوت الكتب على فصلين عن أبراهام لينكون. كما تطرق التقرير إلى المعرفة العامة للأطفال الكنديين عن حكومتهم ولم يستطع أكثرهم التعرف على رئيس الدولة الكندية (الملكة إليزابيث الثانية) وأساس القانون الكندي وأصله (قانون أمريكا الشمالية البريطانية 1867).
وقد أثارت سياسة حماية الثقافة الكندية غضب شركات معينة، خاصة مجلتي ريدرز دايجست وتايم. وفي عام 1998، ضغطت مجلات أمريكية مثل الرياضة المصورة ومجلة تايم بنجاح على الحكومة الكندية بموجب قوانين منظمة التجارة العالمية وهددت النافتا برفع دعوى قضائية لوقف مجلات «سبيليت رن» الخارجة عن القانون؛ وبعبارة أخرى، للسماح بإصدار «الطبعات الكندية» من المجلات الأمريكية بدلاً من التكليف بإنشاء مجلات كندية منفردة.